# Hospital del Estudio (Salamanca)
Conocido originalmente como Hospital de Santo Tomás de Aquino, el Hospital de Estudio de la Universidad de Salamanca fundado en 1413, es un edificio ubicado en el Patio de Escuelas (en el Paseo de la Transición Española, Salamanca). Con importancia histórica y cultural por su fachada plateresca con un arco de medio punto y escudos heráldicos, que en la actualidad alberga al rectorado de la Universidad de Salamanca. En origen funcionó como un “hospital” hasta 1810. Dicho término proviene del latín hospes “hospedador o huésped” y hospitale “habitación para huésped”, por lo que alojaba a estudiantes durante sus años académicos. 
El edificio tiene importancia histórica y cultural en la Universidad y en la ciudad salmantina, pues desde su fundación ha representado un modelo pionero en la atención de los estudiantes, por proporcionar alojamiento y asistencia médica en una época de servicios escasos. Actualmente se ha convertido en un símbolo universitario y patrimonio arquitectónico.

## Historia
Construido sobre un solar del que se ha dicho que antes había sido ocupado por el pretorio romano y luego por el palacio de doña Urraca y Raimundo de Borgoña, los repobladores de la ciudad. 
El edificio funcionó como Hospital de Estudio de la Universidad de Salamanca casi cuatro siglos, desde el 30 de marzo de 1413 año de inauguración hasta 1810, alojando a pintores como Juan de Flandes (pintor de la reina Isabel), mientras pintaba el retablo de la capilla de San Jerónimo (en las Escuelas Mayores). 
En sus comienzos fue un albergue para necesitados, tanto sanos como enfermos, pues los hospitales medievales estaban propiciados por la caridad cristiana, siendo muy raro que sea solo exclusivamente para enfermos. A partir del siglo XV comienza a organizarse por Estatutos con una misión asistencial y sanitaria más concreta, aunque no perderá esos rasgos medievalistas de carácter caritativo y benéfico.
Fundación en 1413
La necesidad de un hospital en la ciudad surgió por la gran cantidad de estudiantes que llegaban a Salamanca que rondaba unos 3000 y 4000, pues a partir del siglo XV la Universidad era ya una de las principales de Europa. Y muchos no podían permitirse un alojamiento ni un acceso a cuidados médicos, el hospital cubriría sus necesidades, convirtiéndose en un reflejo de la importancia social y religiosa de la Universidad de Salamanca que ya tenía en el contexto europeo medieval.
El monarca Juan II  bajo el impulso de Leonor I de Navarra, y a petición del rector, maestros de escuelas y doctores en un momento de expansión de la Universidad, crean el Hospital. En septiembre de ese mismo año de 1413 el antipapa Benedicto XIII, desde Peñíscola, se dirige a los fieles ofreciendo bulas a quienes ayudarán al sostenimiento del hospital salmantino, fundado bajo la advocación de Santo Tomás. 
Donación del rey Juan II y Doña Leonor
La colaboración de la monarquía proviene de la promoción de la educación y la cultura, pues la universidad estaba alcanzando gran renombre, y comprendieron la importancia de fortalecer el poder de la corona mediante el apoyo a la educación. También estaban arraigados a la iglesia y la caridad cristiana, donde el cuidado a los enfermos y asistencia a los pobres era un deber moral y religioso. Además, era común que las monarquías medievales crearán un legado duradero y con este fortalecer el control sobre la universidad y los estudiantes. 
La financiación inicial fue principalmente de la monarquía de Juan II de Castilla y Doña Leonor, quienes donaron terrenos y recursos económicos. La iglesia y la nobleza en las primeras etapas del desarrollo del edificio, como en muchas otras instituciones de la época, los clérigos, religiosos y donaciones privadas de nobles contribuyeron a los fondos para el funcionamiento. Aunque se cree que la Universidad de Salamanca se benefició de la creación de este hospital, pudo haber contribuido con recursos a lo largo del tiempo. 
Ampliaciones y reedificaciones (1483-1492)
El edificio tuvo ampliaciones y reedificaciones, entre 1483 y 1492 se sentaron las bases para la estructura actual, en 1472 debió reconstruirse el viejo edificio y en los años 80 se unieron nuevos solares. El 25 de octubre de 1483 la Universidad decidió expandir el Estudio, la universidad compra a Gabriel García Sedero y Catalina García, su mujer, algunas viviendas colindantes del lado de las Escuelas Mayores para su ampliación. Además, en 1487 don Juan Pereyra, beneficiario de la iglesia de San Martín, cedió a la Universidad por 1.500 ms. de censo perpetuo al año una casa frente a las escuelas Mayores que lindaba con el hospital, para unirlo a esto. Finalizando la ampliación  en 1492 como indican los escudos de su portada, y la capilla en 1546.
A comienzos del siglo XVI contaba con una docena de habitaciones más la cocina y la capilla, lo que constituye el núcleo del hospital medieval. En 1529 se hacen nuevas dependencias, para ello compran más casas, para finalmente en 1546 acaban de configurar el hospital tal y como lo conocemos hoy. 
Tuvo instalaciones de seis rejas en las seis ventanas de los dormitorios, esto duró hasta 1846, cuando las ventanas de la fachada fueron transformadas en balcones, pero durante el rectorado de don Antonio Tovar (1951-1956) se volvieron a convertir los balcones de nuevo en ventanas. 

## El edificio
Ubicación en el patio de escuelas
El Hospital del Estudio se encuentra en el Patio de Escuelas Menores de Salamanca, un espacio emblemático del centro histórico de la ciudad vinculado a la Universidad de Salamanca. Este patio, rodeado de edificios universitarios, es un lugar de gran valor histórico y arquitectónico, diseñado como un entorno académico. En frente del edificio se encuentra la escultura de Fray Luis de León.
Portada
La portada del Hospital del Estudio de Salamanca es un excelente ejemplo de la transición entre el estilo gótico tardío y el plateresco, una corriente artística característica de España en el siglo XV y principios del XVI.
Dentro de sus características góticas podemos destacar su composición y organización formal propia del gótico que apuesta por la verticalidad y la simetría, así como relieves con motivos vegetales propios de las tracerías góticas.
Por otra parte, en lo referente a sus características platerescas encontramos la minuciosidad de los detalles decorativos, que además presenta una gran variedad de elementos, desde medallones, figuras humanas y grutescos. 
También es importante hacer referencia a los escudos, que remarcan el carácter institucional del edificio así como sus valores humanistas. El escudo central es el viejo escudo de Castilla y León, y los escudos laterales son los de los Reyes Católicos con el águila de San Juan. La figura de la granada no es incluida en esta portada dentro de sus símbolos, como será posteriormente recurrente, esto se debe a que en este momento aún no se había reconquistado la ciudad.
De esta portada fueron tomadas algunas muestras, que tras ser analizadas en un laboratorio se demostró que originalmente estaba policromada con colores azules y ocres.
Interior y distribución
El interior del Hospital del Estudio de Salamanca estaba diseñado para cumplir con sus funciones asistenciales y de hospedaje, en un esquema sencillo y funcional adaptado a las necesidades de los estudiantes. 
La sala principal, destinada a la enfermería, era el espacio más relevante, aunque la sala destinada a la capilla se trataba con la misma importancia, y refuerza el carácter religioso del edificio. La enfermería y la capilla se comunican por medio de una escalera, existente todavía hoy. Además no es de extrañar la existencia de dependencias eclesiales, pues en aquel entonces no se concibe un hospital sin el correspondiente oratorio.
Además, el hospital contaba con dependencias de servicio, como la cocina y la despensa, fundamentales para la preparación de alimentos y el almacenamiento de provisiones. También se disponían algunas habitaciones privadas, destinadas a estudiantes o visitantes de mayor rango, que ofrecían mayor intimidad.

## Funciones y uso a largo plazo
El hospital de estudio como residencia
A mediados del siglo XVI se modifica la distribución interior del edificio para dotarlo de una enfermería (según el acta de la visita e inventario del Hospital del Estudio el 12 de julio de 1507). En este siglo era un albergue para necesitados, tanto enfermos como sanos, e incluso como hospedería. El 2 de septiembre de 1505 también acoge a Juan de Flandes, pintor de la reina Isabel, para pintar el retablo en el Hospital de Estudio donde se aloja hasta 1808.
Una de las condiciones para poder ser huésped era no padecer ninguna enfermedad contagiosa. Se acogía y daban aposento a muy distintas personalidades, desde judíos conversos, a estudiantes desterrados por causa de su religión, o personas de la propia Universidad como catedráticos.
Ha tenido también otras funciones como por ejemplo en la planta baja la Universidad guardaba trigo. En otras dos partes bajas en el año 1586 se hacían las cuentas e inventarios. Además el Hospital se encargaba de dar las limosnas a los pobres. 
Otra curiosa función fue en el año 1660 el Hospital fue utilizado como prisión.
Hospital con uso sanitario (desde 1529)
En el  año 1529  el día 29 junio en el claustro se crearon los primeros estatutos, a partir de este momento fue la primera vez que lo reconocieron como hospital con uso sanitario. Tuvo uso sanitario hasta el año 1810. En el año 1538 se publicaron los Estatutos de la Universidad por primera vez, referidos al número de enfermos y a la figura del Visitador, uno de los más importantes, tenía la función de la inspección y lo nombraba la Universidad.
La enfermería principal, de la que se tiene poca documentación, fue construida en la reedificación a partir del 1529, estaba orientada al Norte y se trata de la actual sala de juntas del Rectorado. Constaba de 13 camas y 11 mesas junto a ellas.. Arriba de esta había una “enfermería supletoria”.  En el año 1557 aumenta al número de enfermos y se aumentan consecuentemente las camas.
Para que los enfermos fueran admitidos tenían que tener una cédula del médico del hospital y que estuviera también firmada por el Rector y Visitador. Los únicos datos que se conservan sobre los enfermos son de los años 1771-1810 cuando el hospital ya estaba en declive.

## Declive y cierre
Problemas económicos en el siglo XVII
El Hospital tenía sus propias rentas e ingresos para que fuera posible su sostenimiento, además de ser apoyado por la Universidad, pero a partir del año 1540 se confunden las rentas del Hospital con las de la Universidad. 
A finales del siglo XVI y a lo largo de todo el siglo XVII se da en nuestro país una gran crisis económica, a causa de la presión fiscal y decadencia política. Esta crisis fue más grave en Castilla y León ya que su principal sustento era el agrícola y ganadero y tuvo en aquel momento malas cosechas por sequías y plagas. 
Consecuentemente se vio afectado el Hospital del Estudio, ya que una de su fuente de ingresos eran las tercias, es decir, participación en los diezmos de los productos agrarios. 
En el año 1680 baja el valor de la moneda y se empeora todavía más la crisis. Como consecuencia se reducen los salarios de miembros del Hospital y también las raciones.
Competencia con el Hospital General de la Santísima Trinidad
Cuando se restablece la enseñanza de Medicina en la Universidad, se les obliga a realizar medicina práctica, así que los estudiantes lo hacían en el Hospital General de la Santísima Trinidad. Actividades como cirugía, partos, asistir a enfermos, etc…
En 1800 se intentó trasladar el Hospital del Estudio al Hospital General.
Cierre en 1810
A partir de este año dejó de tener uno sanitario y posteriormente pasó a ser utilizado para fines de la Universidad.
Se reúnen en este año el claustro, los salarios cayeron y muchas de sus funciones pasaron al Hospital Civil. Algunos siguieron ejerciendo sin sueldo, como el capellán-administrador. 
El doctor Ocaña siguió luchando años después por usar el Hospital y porque no acabase convertido en un edificio sin destino. También intenta que no se modifique o se innove en el edificio ya que era una fundación Real. Sin embargo la Junta de la Universidad pretende recurrir diciendo que “no consta que el Hospital del Estudio sea de fundación Real… que hace 13 años que se halla cerrado y sin ningún uso alguno… que por falta de fondos se encuentra la imposibilidad de restablecerse en mucho tiempo… que ni la Universidad ni la Junta han pensado en suprimir dicho Hospital sino utilizarlo interinamente…”

## El edificio después de su cierre
Uso de la Universidad
Hasta el año 1836 la Universidad no dispone del edificio, con la muerte del doctor Ocaña. A partir de aquí la Universidad crea una comisión que se encargará de establecer el destino del edificio.
En 1847 por petición del Rector el edificio fue destinado a disposición del Gobierno a Secretaría general y decanatos de facultades.
La capilla como archivo histórico (1855-1944)
La capilla del hospital, una vez perdida la función religiosa, en 1855 se destinó a albergar el archivo histórico universitario y posteriormente a custodiar los mensajes que las universidades del mundo hicieron llegar a la ciudad por el séptimo centenario
A partir de 1988 se convierte en la sede de la Junta de Gobierno, con ello se dotó de un adecuado mobiliario apropiado para estas nuevas funciones y se adornó su testero con un tapiz perteneciente a la colección universitaria. 
Sede actual del Rectorado de la Universidad de Salamanca
En la actualidad es el Rectorado de la Universidad, es decir, pasó de tener funciones médicas a tener funciones administrativas. Se hicieron intervenciones en las instalaciones para este destino de Rectorado, sin tener respeto por lo antiguo. Como resultado de las intervenciones está la apariencia del interior actual, con las dependencias más destacadas que son el Rectorado y la Sala de los Retratos. 
El Rectorado tiene una chimenea con decoraciones renacentistas, además de decorarse con dos cuadros “La batalla” y “Merienda campestre”. Acompañan a las pinturas dos esculturas, una de Inmaculada y otro “Decíamos ayer” de Nicasio Sevilla.
La Sala de Retratos es la antigua enfermería del Hospital, habitación rectangular con cuadros de los Rectores modernos retratados, como Beltrán de Heredia, Lucena Conde, Rodríguez Villanueva o Fermoso. A día de hoy en esta sala se celebran actos públicos, ruedas de prensa, etc…
Solamente en recuerdo al Hospital hay actualmente un letrero “Antiguo Hospital del Estudio” junto con un viejo escudo.
Además, aparte del despacho del Rector y la Sala de retratos, hay otras casas universitarias, como son la casa del Secretario, la casa de Bedel y la casa del Rectorado. 

## Importancia y legado del Hospital de estudio
Contribución a la historia de la Universidad de Salamanca
El Hospital del Estudio desempeñó un papel fundamental en la historia de la Universidad de Salamanca, consolidando la idea de la universidad como una institución integral que no solo proveía formación académica, sino que también atendía las necesidades básicas de sus estudiantes. Esta labor asistencial no solo garantizaba la permanencia de los alumnos en sus estudios, sino que también reforzaba los ideales de igualdad y acceso al conocimiento.
Valor arquitectónico y patrimonial
Desde el punto de vista patrimonial, el Hospital del Estudio es un ejemplo destacado de la arquitectura gótica y plateresca en Salamanca. Su portada, rica en detalles decorativos y simbólicos, refleja la transición estilística de finales de la Edad Media al Renacimiento.
Su valor radica no solo en su riqueza estética, sino también en su capacidad para transmitir la historia y los valores de una de las instituciones educativas más antiguas y prestigiosas.